# Тормахов, Дмитрий Дмитриевич
Дмитрий Дмитриевич Тормахов (23 ноября 1921, Брянск — 19 июня 2002, Сочи) — участник Великой Отечественной войны, командир истребительной авиационной эскадрильи 267-го истребительного авиационного полка 236-й истребительной авиационной дивизии 5-й воздушной армии, полковник в отставке. Герой Российской Федерации (1996).

## Биография
Дмитрий Тормахов родился 23 ноября 1921 года в Брянске. Русский. Жил в Калининской области (ныне — Тверская область). Член ВЛКСМ с 1938 года.
В 1940 году Тормахов был призван в Красную Армию Новоторжокским райвоенкоматом Калининской области. В 1942 году окончил Батайскую военную авиационную школу лётчиков. Несмотря на стремление попасть на фронт, был направлен в запасной авиационный полк для практического обучения.
В боях Великой Отечественной войны с января 1943 года. Воевал в составе 269-го истребительного авиационного полка, который базировался в Сочи и оборонял порты Черноморского побережья Кавказа и сам город-курорт с расположенными в нем несколькими десятками госпиталей. Первую победу на истребителе ЛаГГ-3 одержал 4 февраля 1943 года в небе Геленджика, сбив вражеский истребитель Ме-109. В бою 18 марта 1943 года примерно в том же районе Тормахов сбил уже два самолета в одном бою. В апреле за 63 боевых вылета был представлен к награждению орденом Красного знамени, награждён орденом Отечественной войны 2-й степени.
К концу четвертого месяца пребывания на фронте, в мае 1943 года, Тормахов совершил 90 боевых вылетов, провёл 30 воздушных боев и одержал 9 побед, но в конце месяца сам был подбит, получил тяжёлые ранения и ожоги. Тем не менее сумел посадить самолёт на своей территории, как оказалось — на минное поле. Незадолго до этого вылета командование полка приготовило документы на представление Тормахова к званию Героя Советского Союза, но не вернувшийся из боевого вылета лётчик некоторое время числился пропавшим без вести, и награждение не состоялось.
Проведя два месяца в госпиталях, Тормахов был направлен в 267-й истребительный авиационный полк, в котором воевал до Победы. Сражался в небе Кубани, Крыма, Украины, освобождал от врага Румынию, Югославию, Венгрию. Начав войну лётчиком, стал старшим лётчиком, а затем командиром истребительного авиационного звена и истребительной авиационной эскадрильи. Воевал на истребителях ЛаГГ-3 и Як-7Б.
К 9 мая 1945 года Тормахов совершил 365 боевых вылетов (по другим данным — 366), в том числе 34 — на штурмовку наземных объектов и 86 — на разведку, провёл 70 воздушных боёв, сбил 14 вражеских самолётов лично и 1 в группе. Кроме того, штурмовыми действиями сжёг 2 вражеских самолёта на аэродромах, а также уничтожил 2 паровоза, 20 вагонов и 18 автомашин врага. Ранее, в феврале того же года, Тормахов был представлен к званию Героя Советского Союза, но награждение не состоялось, так как личный счёт лётчика не очень сильно изменился с момента предыдущего представления. Связано это было с тем, что лётчики больше занимались штурмовкой наземных целей отступающего противника.
После войны Тормахов продолжал службу в Военно-Воздушных Силах СССР. В сентябре 1954 года участвовал в учениях с применением тактического ядерного оружия на Тоцком полигоне. Служил в Заполярье. Был командиром полка в городе Луцке Волынской области (Украина). С ноября 1974 года полковник Тормахов — в запасе.
Указом Президента Российской Федерации № 212 от 19 февраля 1996 года за мужество и героизм, проявленные в борьбе с немецко-фашистскими захватчиками в Великой Отечественной войне 1941—1945 годов полковнику в отставке Тормахову Дмитрию Дмитриевичу присвоено звание Героя Российской Федерации с вручением медали «Золотая Звезда».
Жил в городе Сочи Краснодарского края. Был председателем совета ветеранов Лазаревского района.

Надгробный памятник над могилой Героя России Дмитрия Дмитриевича Тормахова

19 июня 2002 года Дмитрий Дмитриевич Тормахов скончался. Похоронен на Горке Героев в посёлке Лазаревское города Сочи.

## Награды
- Медаль «Золотая Звезда»
- Орден Красного Знамени (награждён трижды)
- Орден Отечественной войны 1-й степени (награждён дважды)
- Орден Отечественной войны 2-й степени
- Орден Александра Невского
- Орден Красной Звезды (награждён трижды)
- Медали
- Орден «За храбрость» (Югославия)

## Семья
- Дочь — актриса Светлана Тормахова.
- Сын — Игорь.
- Супруга — Мария Васильевна.

## Память
- Имя Героя высечено золотыми буквами в зале Славы Центрального музея Великой Отечественной войны в Парке Победы в Москве.
- На могиле установлен надгробный памятник.